# Zhang Shaozeng

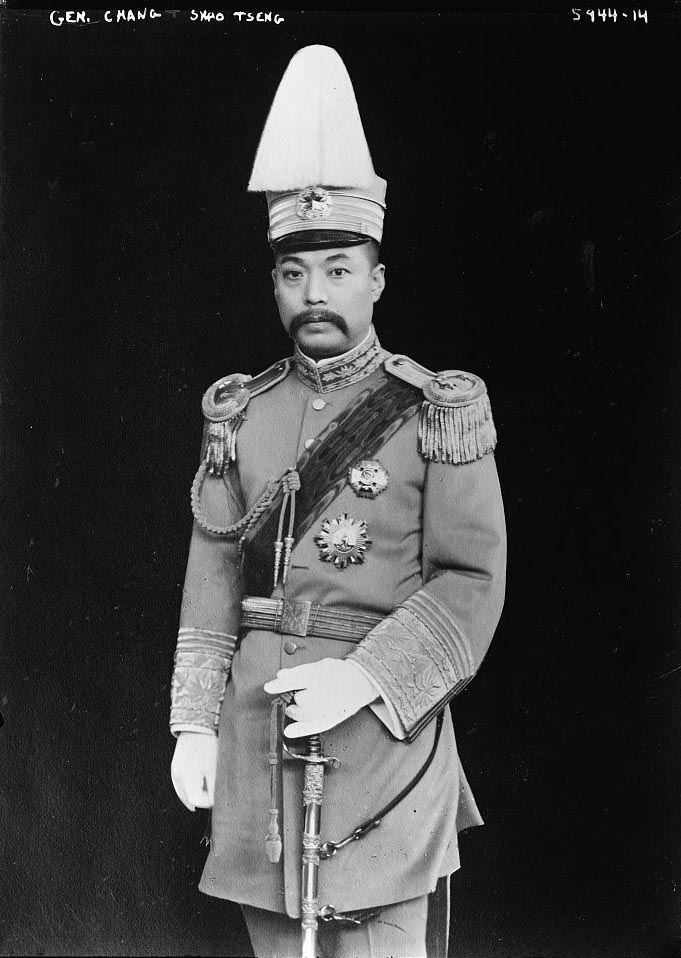
Zhang Shaozeng

Zhang Shaozeng (chino: 張紹曾, Wade-Giles: Chang Shao-ts'eng; 1879 - 21 de marzo de 1928) fue un general del Ejército de Beiyang y Premier de la República de China.

## Biografía
Nació en la provincia de Zhili y se graduó de una academia militar japonesa en 1901. Fue conocido como un radical que abogaba la monarquía constitucional y apoyó el motín de Wu Luzhen durante la Revolución de Xinhai. Se convirtió en jefe del Partido Progresista en Tianjin.
En 1912, aseguró la lealtad de las tribus de Mongolia Interior a Yuan Shikai. Rompió relaciones con Yuan durante la Guerra de Protección Nacional en 1915 y fue el primero en combatir contra el intento de Zhang Xun de restaurar la dinastía Qing en 1917.
Se afilió posteriormente al bando Zhili de Cao Kun y gobernó Rehe. Junto con Wu Peifu abogaron el regreso de la Asamblea Nacional. Fue Premier durante la administración de Li Yuanhong en 1923. Se opuso al plan de Cao y Wu de invadir Guangdong para derrotar al gobierno rival de Sun Yat-sen, y prefirió negociar la reunificación. Su período como Premier en el gobierno de Beiyang estuvo marcado por la avaricia y autoglorificación y fue forzado a huir a la legación británica en Tianjin luego de su renuncia. Fue asesinado en 1928 por Zhang Zuolin.
| Predecesor: Wang Zhengting | Primer ministro de la República de China 1923 | Sucesor: Gao Lingwei |

## Vida Personal
Era practicante de acupuntura y artes marciales.